# زبان گذرخانی
گذرخانی یک زبان رو به مرگ ایرانی شمال غربی و مرتبط با تالشی است.